# 忽都魯·尼格爾·哈努姆
忽都魯·尼格爾·哈努姆（Qutlugh Nigar Khanum；？—1505年），東察合台汗國羽奴思汗的女兒，後嫁給帖木兒帝國費爾干納地區後王烏馬爾·沙黑·米爾扎二世。亦是莫卧儿帝国开国君主巴布爾的母親。

## 早年生涯
她的父親是羽奴思汗，祖父是歪思汗。她是成吉思汗的直系後裔因此得到哈努姆的頭銜。
她與她的姊妹多嫁給帖木兒帝國的後王們。

## 婚姻
在1475年她與卜撒因四王子烏馬爾·沙黑·米爾扎二世結婚，成為他的大王后，當時他已受封安集延。
1478年，生下女兒汗扎達別姬。1483年2月14日，生巴布爾。

## 死亡
在1505年6月巴布爾征服喀布爾5-6個月後發燒，6日後病死。